# Pertusaria valliculata
Pertusaria valliculata är en lavart som beskrevs av Dibben. Pertusaria valliculata ingår i släktet Pertusaria och familjen Pertusariaceae.   Inga underarter finns listade i Catalogue of Life.